# Aspen Springs, Kalifornija
Aspen Springs je naseljeno područje za statističke svrhe u američkoj saveznoj državi Kalifornija. Prema popisu stanovništva iz 2010. u njemu je živjelo 65 stanovnika.